# Фридрих Вилхелм фон Бранденбург
Фридрих Вилхелм фон Бранденбург (на немски: Friedrich Wilhelm Graf von Brandenburg; * 24 януари 1792 в Берлин; † 6 ноември 1850 в Берлин) е граф на Бранденбург, пруски генерал на кавалерията, министър-президент na Прусия.
Той е син на пруския крал Фридрих Вилхелм II (1744 – 1797) и съпругата му (морганатичен брак) София фон Дьонхоф ( 1768 – 1834/1838), дъщеря на пруския генерал-майор граф Фридрих Вилхелм фон Дьонхоф (1723 – 1774) и фрайин Анна София Шарлота фон Лангерман (1740 – 1793). Родителите му имат конфликти и се разделят през юни 1792 г. Сестра му Юлия фон Бранденбург (1793 – 1848) е омъжена на 20 май 1816 г. в Берлин за херцог Фридрих Фердинанд фон Анхалт-Кьотен  (1769 – 1830).
На 6 юли 1795 г. той и сестра му получават титлата граф на Бранденбург и той е възпитаван заедно със синовете на фелдмаршал фон Масов. През 1807 г. той влиза във войската. През 1839 г. той става командващ генерал. До 1848 г. той се отличава в множество битки и става генерал на кавалерията. През ноември 1848 г. крал Фридрих Вилхелм IV го номинира за пруски министър-президент в Берлин. Резиденцията му е купения през 1832 г. дворец Доманце в Долна Силезия. На 16 февруари 1850 г. граф Фридрих Вилхелм фон Бранденбург става „почетен гражданин на Берлин“.
През октомври 1850 г. той пътува до Варшава, за да се срещне с цар Николай. Малко след завръщането си той се разболява на 3 ноември и умира на 6 ноември 1850 г. Погребан е на 8 ноември в Берлинската катедрала.

## Фамилия
Фридрих Вилхелм фон Бранденбург се жени на 24 май 1818 г. в Потсдам за Матилда Аурора фон Масенбах (* 24 октомври 1795; † 5 март 1855), дъщеря на имперски фрайхер Карл Кристоф/Кристиан Вилхелм фон Масенбах (1758 – 1827) и Амалия Хенриета фон Гуалтиери (1767 – 1827). Те имат 8 деца:
- Фридрих (* 30 март 1819; † 3 август 1892), пруски генерал
- Вилхелм (* 30 март 1819; † 21 март 1892), пруски генерал
- Фридрих Вилхелм Густав (* 24 август 1820, Берлин; † 9 март 1909), пруски пратеник в Брюксел и Лисабон, истински таен съветник
- Вилхелмина Шарлота Фридерика Юлия Александрина (* 18 ноември 1821, Берлин; † 8 август 1902), почетна манастирска дама в Хайлигенграбе
- Луиза Юлия (* 31 май 1823; † 24 август 1884), почетна манастирска дама в Хайлигенграбе
- Фридерика Вилхелмина Елизабет Матилда (* 4 април 1825, Берлин; † 26 февруари 1900, Хановер), омъжена на 24 май 1847 г. за граф Ердман Александер Георг фон Пюклер, фрайхер фон Гродиц (* 22 април 1820, Танхаузен; † 11 ноември 1864, Гьотинген), пруски майор
- Фридерика Вилхелмина Георгина Елизабет (* 2 юли 1828; † 13 септември 1893)
- Александра Фридерика Вилхелмина Мариана (* 3 май 1834; † 5 декември 1885, Баден-Баден), дворцова дама на императрица Августа